# 米庫拉紹維采

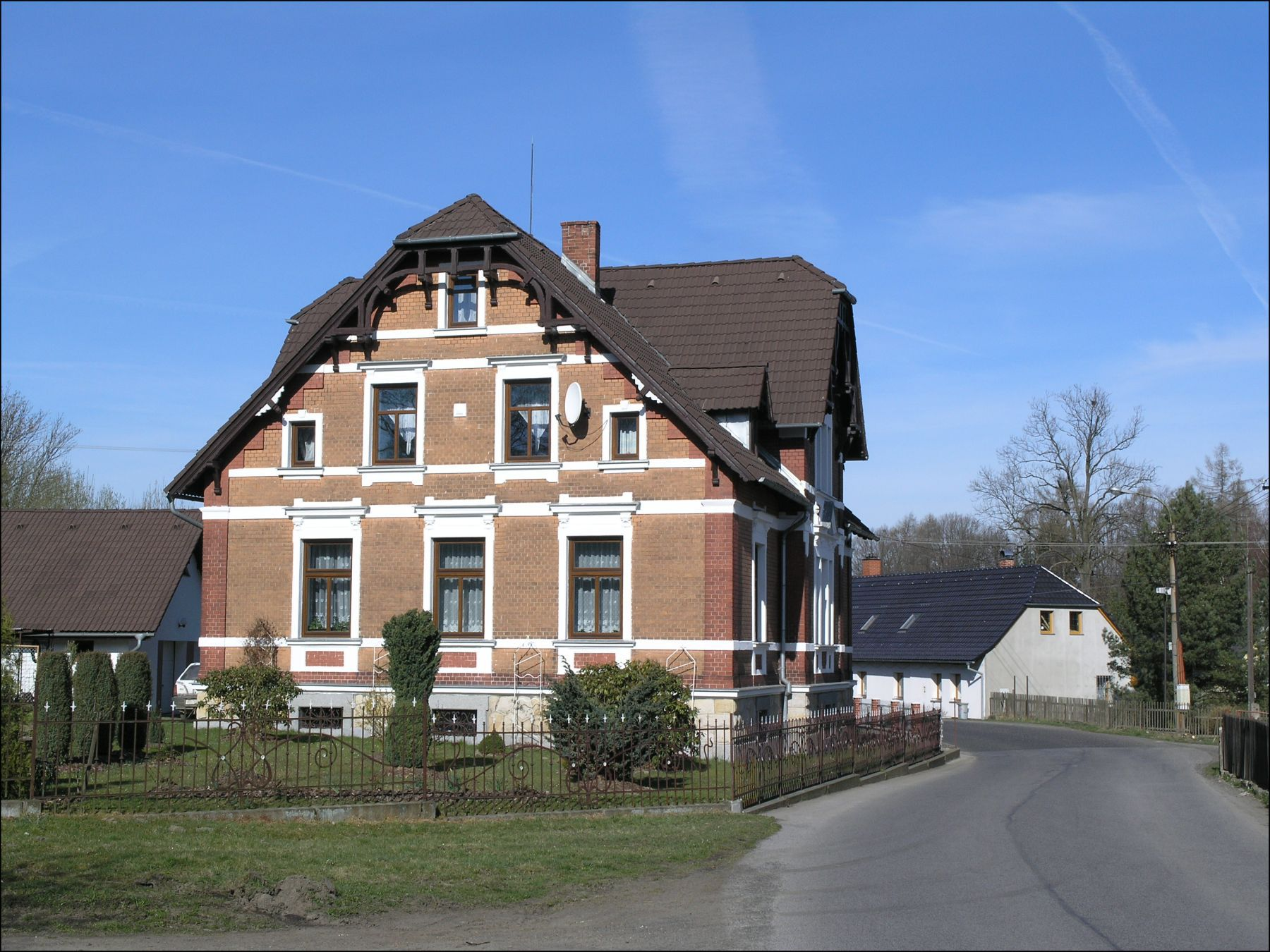

米庫拉紹維采是捷克的城鎮，位於該國西北部，毗鄰與德國接壤的邊境，由烏斯季州負責管轄，面積25.85平方公里，海拔高度414米，2011年人口2,267。

## 外部連結
- Municipal website （页面存档备份，存于）